# Страшенський район
Страшенський район або Страшень (рум. Străşeni) — район у центральній Молдові. Адміністративний центр — Страшени.
Межує з Калараським районом на півночі та Оргіївським на північному сході, на сході — з Кріуленським, з муніципієм Кишинів на південному сході, Гинчештським і Яловенським районами на півдні та Ніспоренським районом на заході.
У районі розташований природний заповідник «Кондріца».
Національний склад населення згідно з Переписом населення Молдови 2004  та 2014 років.
| етнічна група     | 2004           | 2004      | 2014           | 2014      |
| етнічна група     | кількість осіб | частка, % | кількість осіб | частка, % |
| ----------------- | -------------- | --------- | -------------- | --------- |
| молдовани/румуни  | 86 910         | 96,67     | 80 019         | 96,79     |
| росіяни           | 1 576          | 1,75      | 859            | 1,04      |
| українці          | 985            | 1,10      | 603            | 0,73      |
| болгари           | 109            | 0,12      | 83             | 0,10      |
| гагаузи           | 70             | 0,08      | 60             | 0,07      |
| цигани            | 24             | 0,03      | 33             | 0,04      |
| поляки            | 14             | 0,02      | ...            | ...       |
| євреї             | 13             | 0,01      | ...            | ...       |
| інші / не вказали | 199            | 0,22      | 1 018          | 1,23      |
| Всього            | 89 900         | 100       | 82 675         | 100       |

Повсякденна мова мешканців району (2014):
| мова                 | кількість осіб | частка, % |
| -------------------- | -------------- | --------- |
| молдовська/румунська | 79 008         | 95,56     |
| російська            | 2 081          | 2,52      |
| українська           | 36             | 0,04      |
| інші                 | 226            | 0,27      |
| не вказали           | 1 324          | 1,61      |
| всього               | 82 675         | 100       |